# 植物名實圖考
《植物名實圖考》，是中国清朝官员、植物学家吳其濬所著的一种植物圖譜。于道光二十八年（1848年），即在吳其濬死後一年，由山西太原陸應榖校印刊行。
全書共三十八卷，分為穀類（第1-2卷，共52種）、蔬類（第3-6卷，共176種）、山草類（第7-10卷，共201種）、隰草類（第11-15卷，共284種）、石草類（第16-17卷，共98種）、水草類（17-18卷，共37種）、蔓草類（第19-23卷，共235種）、芳草類（第23卷、第25卷，共71種）、毒草類（第23-24卷，共44種）、群芳類（第26-30卷，共142種）、果類（第31-32卷，共102種）、木類（第33-38卷，共272種）等，共十二大類，共1714種，各類篇輻及種數不一，附圖超過1800幅。
吳其濬另編有《植物名實圖考長編》。